# Plattiger Habach
Plattiger Habach är en bergstopp i Österrike.   Den ligger i distriktet Lienz och förbundslandet Tyrolen, i den centrala delen av landet, 300 km väster om huvudstaden Wien. Toppen på Plattiger Habach är 3 069 meter över havet.
Terrängen runt Plattiger Habach är bergig norrut, men söderut är den kuperad. Närmaste större samhälle är Mittersill, 18,0 km nordost om Plattiger Habach. 
Trakten runt Plattiger Habach består i huvudsak av gräsmarker. Runt Plattiger Habach är det ganska glesbefolkat, med 26 invånare per kvadratkilometer.